# 로지나 레빈

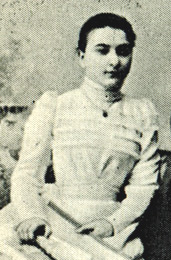

로지나 레빈(Rosina Lhévinne, 1880년 3월 29일 – 1976년 11월 9일)은 우크라이나의 피아니스트이자 유명한 교육자 로서 당시 러시아 제국의 일부였던 우크라이나 키예프에서 태어났다.
로지나 베시는 막내딸이었다. 자크 베시는 다이아몬드 상인으로 일하기 위해 러시아 제국으로 이주한 네덜란드 유대인 가정의 부유한 보석상이었다. 그녀의 첫해에 키예프에서 폭력적인 반유대주의 폭동 이 있었고 베시는 1881년이나 1882년에 모스크바로 이주했다. 젊은 Rosina는 6세에 그녀가 태어난 직후 가족이 이사한 모스크바에서 교사에게 피아노를 배우기 시작했다. 그녀의 선생님이 병이 났을 때 가족 친구는 그녀에게 Rosina보다 다섯 살 많은 모스크바 제국 음악원의 재능 있는 학생인 요제프 레빈과 공부를 하라고 하였다. 그녀는 뛰어난 재능을 보여 몇 년 후 음악원에 입학하여 레빈의 교사인 스파노프와 함께 공부했다. 1898년 졸업식에서 그녀는 이전의 요제프와 마찬가지로 피아노 부문에서 금메달을 수상했으며 그해 두 사람은 결혼했다.
그녀는 남편과 함께 두 대의 피아노를 가르치고 연주하는 것으로 활동을 제한했다.  그들은 함께 모스크바, 트빌리시, 조지아, 나중에 베를린에서 살면서 가르쳤다. 1차 세계 대전과 러시아 혁명 이후 뉴욕으로 이주하여 나중에 줄리어드 학교가 된 음악 예술 연구소의 교수진에 합류했다.

46년 동안 그녀의 더 유명한 남편의 제자들을 위한 예비 교사로 본질적으로 행동한 그녀는 남편이 사망한 후 학교에서 그의 모든 의무를 떠맡는 것을 꺼려했다. 그러나 줄리어드의 관리자들은 만장일치로 그녀가 남편을 대신하기를 원했다.
그녀의 학생들 중에는 1951년에 그녀의 반에 들어온 Van Cliburn을 포함하여 1940년대, 50년대, 60년대 최고의 젊은 피아니스트들이 많이 있었다. 냉전이 한창이던 1958년, 그는 모스크바에서 열린 제1회 차이코프스키 콩쿠르에서 1등을 하여 순식간에 세계적인 유명인사가 되었고 그의 스승에게 국제적인 명성을 가져다주었다. 다른 학생들은 제임스 리바인, 피아니스트 존 브라우닝, 월터 버진스키, 백건우, 세스 칼린, 에두아르도 델가도, 마들렌 포르테, 에드나 골랜드스키, 한동일, 다니엘 폴락, 마커스 라스킨, 미샤 디히터, 에드워드 아우어, 산토스 오제다, 조엘 라이스 메누힌, 게릭 올슨, 조셉 윌리엄 페니모어, 나카무라 히로코 등이 있다.